# Cuộc vây hãm Ōsaka
Chiến dịch Ōsaka (大坂の役 Ōsaka no Eki) hay Trận Ōsaka (大坂の陣 Ōsaka no Jin) là những tên gọi được dùng để chỉ các cuộc xung đột quân sự giữa Mạc phủ Tokugawa và gia tộc Toyotomi diễn ra xung quanh Thành Ōsaka, bắt đầu từ tháng 12 năm 1614 và kết thúc vào tháng 6 năm 1615.

## Bối cảnh
Dưới thời Muromachi, xung đột về vấn đề kế vị trong nội bộ Mạc phủ Ashikaga đã dẫn tới cuộc chiến tranh Ōnin kéo dài từ năm 1467 đến năm 1477, mở đầu một thời kỳ chiến loạn bất ổn gọi là Chiến Quốc, tức Sengoku, khi các daimyō gây chiến lẫn nhau hòng mở rộng thế lực. Trong thời kỳ này, quyền lực của Thiên hoàng bị xem nhẹ, trong khi quyền lực quân sự của Mạc phủ cũng suy yếu trầm trọng. Chỉ đến khi Oda Nobunaga, người đầu tiên trong "Chiến Quốc tam kiệt" (戦国三傑), đánh bại các daimyō khác, Nhật Bản mới tạm thời được bình định. Tuy nhiên, trong Sự biến Chùa Honnō, Nobunaga bị một trong những ái tướng của mình là Akechi Mitsuhide phản bội. Một thuộc hạ thân cận khác của Nobunaga là Toyotomi Hideyoshi sau đó đã đánh bại Mitsuhide trong Trận Yamazaki, báo thù cho cái chết của chủ tướng.
Hideyoshi kế thừa sự nghiệp của Nobunaga và trở thành nhà cai trị de facto của Nhật Bản, mặc dù ông không thể chính thức trở thành shōgun do xuất thân thấp hèn. Sau khi thống nhất đất nước, Hideyoshi nuôi mộng xâm lược Trung Quốc, khởi đầu bằng hai cuộc xâm lược Triều Tiên, song cả hai đều không mang lại kết quả như ông mong đợi. Năm 1598, Hideyoshi qua đời và được thừa kế bởi ấu tử Hideyori, khi đó mới chỉ mới 5 tuổi. Trước lúc lâm chung, nhận thức được những nguy cơ tiềm tàng sau khi mình qua đời, Hideyoshi triệu tập 5 daimyō hùng mạnh nhất là Tokugawa Ieyasu, Maeda Toshiie, Uesugi Kagekatsu, Mōri Terumoto và Ukita Hideie để lập thành nhóm go-tairō thay mặt cai trị Nhật Bản cho đến khi Hideyori trưởng thành. Năm vị go-tairō cũng bị buộc thề phải xem Hideyori như con ruột của mình.
Tuy nhiên, bốn vị go-tairō còn lại đã không thể khống chế được một Tokugawa Ieyasu đầy tham vọng. Để củng cố quyền lực, Ieyasu thiết lập mạng lưới liên minh thông qua những cuộc hôn nhân chính trị với các nhân vật quyền lực trong nước. Lo ngại trước thế lực ngày một lớn mạnh của Ieyasu, Ishida Mitsunari, một trong 5 bugyō (奉行), bắt đầu liên minh với các daimyō khác chống Ieyasu. Lúc này Nhật Bản về căn bản bị chia thành hai thái cực, một bên ủng hộ Ieyasu, một bên ủng hộ lập trường bảo vệ gia tộc Toyotomi của Mitsunari. Trong trận Sekigahara diễn ra vào năm 1600, một số daimyō thuộc Tây Quân của Mitsunari đã đổi phe sang Đông Quân của Ieyasu, khiến kết cục trận đánh ngã về phía gia tộc Tokugawa.

### Mạc phủ Tokugawa thành lập
Sau trận Sekigahara, Ieyasu trở thành nhân vật chính trị và quân sự hùng mạnh nhất toàn cõi Nhật Bản. Năm 1603, Ieyasu được Thiên hoàng Go-Yōzei phong làm shōgun, mở đầu Mạc phủ Tokugawa. Nhằm tái thiết lập sự ổn định trong nước, ông tiến hành cải cách hệ thống chư hầu thành các han (藩, "phiên"), chia daimyō thành hai loại, fudai-daimyō (譜代大名) và tozama-daimyō (外様大名). Fudai là nhóm daimyō phục tùng gia tộc Tokugawa từ trước hoặc đã đổi phe ngay trong trận Sekigahara. Tozama là những daimyō chỉ thần phục sau trận đánh, do vậy họ bị cô lập về mặt chính trị. Ieyasu chỉ giữ chức shōgun trong hai năm trước khi truyền nó lại cho con trai là Tokugawa Hidetada. Ieyasu tuy thoái vị và tự xưng là Ōgosho (大御所; "Đại Ngự Sở"), song vẫn nắm giữ thực quyền. Cũng trong thời kỳ này, thành phố Edo (nay là Tokyo) trở thành trung tâm quyền lực của Nhật Bản. Ieyasu ra lệnh cho các phiên hỗ trợ nhân lực và vật lực để xây dựng một loạt công trình quân sự, bao gồm tổng hành dinh của Mạc phủ tại Thành Edo.
Để kiểm soát khu vực Kansai, Ieyasu tu sửa tổng hành dinh cũ của Hideyoshi là Lâu đài Momoyama ở phía Nam Kyōto và đổi tên thành Fushimi, cho phép ông kiểm soát tuyến giao thông nối liền Ōsaka và Kyōto. Ngoài ra, Ieyasu còn cho dựng thêm Lâu đài Nijō ở trung tâm của Kyōto, nằm rất gần Hoàng cung. Ieyasu để yên cho Hideyori và mẹ là Yodo-dono, cho phép họ ở lại Thành Osaka — một tòa thành đồ sộ được xây dựng trên tàn tích Chùa Ishiyama Hongan của lực lượng tăng binh Ikkō-ikki mà Oda Nobunaga từng phải mất một thập kỷ để công hạ. Hideyori tuy đã mất 2/3 lãnh địa thừa kế từ Hideyoshi, nhưng vẫn nắm trong tay một lãnh địa giàu gồm các tỉnh Settsu, Kawachi và Izumi, thu nhập 65 vạn thạch mỗi năm (khoảng 430 triệu US$ năm 2019). Hideyori bị giam lỏng trong tòa thành này nhiều năm, đồng thời phải đồng ý cưới con gái của Hidetada vào năm 1603 để thể hiện lòng trung thành với gia tộc Tokugawa.
Năm 1611, Hideyori cuối cùng cũng được phép rời khỏi Ōsaka. Cậu có một cuộc đàm đạo kéo dài hai giờ đồng hồ với Ieyasu tại lâu đài Nijō. Ieyasu đã rất bất ngờ trước phong thái và cách ứng xử của Hideyori, trái ngược với tin đồn rằng cậu chỉ là một đứa nhóc "vô dụng". Tin đồn này trước đó đã được Katagiri Katsumoto — người giám hộ của Hideyori do Ieyasu chỉ định vào năm 1599 — phát tán nhằm bảo về ấu chúa khỏi những ánh mắt ngờ vực từ chính quyền Mạc phủ.

### Bài thơ tứ ngôn trên chuông chùa Hōkō

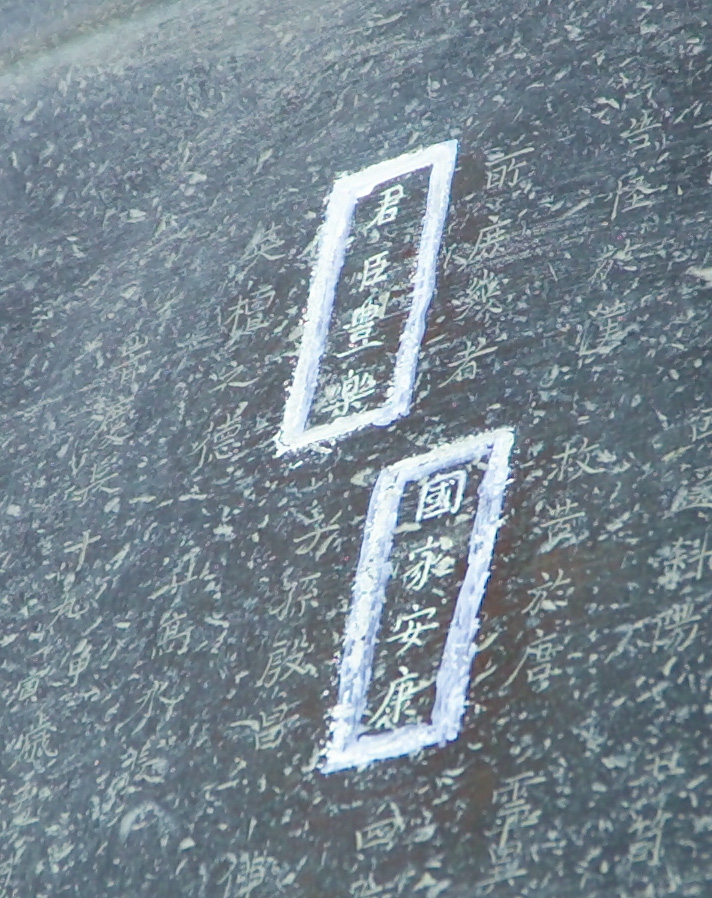
Tám chữ quốc gia an khang, quân thần phong lạc (国家安康, 君臣豊楽) trên chuông đồng chùa Hōkō, Kyōto

Tokugawa Ieyasu tuy không thực sự quá bận tâm trước sức mạnh quân sự của gia tộc Toyotomi, song ông bày tỏ sự lo ngại trước gia tài khổng lồ mà gia tộc này tích lũy từ thời Hideyoshi khi chúng có thể được dùng để chiêu mộ rōnin trong trường hợp chiến sự xảy ra. Vì Hideyoshi lúc còn sống từng có nguyện vọng dựng lại pho tượng Đại Phật ở Chùa Hōkō (方広寺; "Phương Quảng tự") tại Kyōto mà ông đã cho đúc vào năm 1587 và bị phá hủy hoàn toàn trong một trận động đất năm 1596, Ieyasu khuyên mẹ con Yodo-dono và Hideyori nên đứng ra tôn tạo lại chùa và dựng lại tượng để an ủi vong linh của Hideyoshi. Quá trình đúc tượng bắt đầu vào năm 1608 và kết thúc vào năm 1612, cần tới tổng cộng 100.000 nhân công và tiêu tốn một lượng vàng khổng lồ từ gia tài của gia tộc Toyotomi. Bên cạnh tượng Đại Phật, một quả chuông đồng nặng 72 tấn cũng đã được đúc. Khi quả chuông hoàn thành vào năm 1614, Hideyori cho mời Ieyasu và Hidetada đến chủ trì lễ khai quang điểm nhãn tượng Đại Phật.
Tuy nhiên, buổi lễ đã không bao giờ diễn ra. Lý do là bài thơ tứ ngôn chữ Hán khắc trên chuông có một số hàng chữ là kokka anko (国家安康; "quốc gia an khang") và kunshin hōraku, shison inshō (君臣豊楽, 子孫殷昌; "quân thần phong lạc, tử tôn an xương"). Ka và ko là cách phát âm Hán–Nhật (on'yomi) của chữ gia (家) và khang (康), trong khi cách phát âm bản địa của hai chữ này (kun'yomi) chính là ie và yasu. Ieyasu cho rằng ông bị xúc phạm vì tên húy của ông bị viết tách rời nhau. Ngoài ra, ông cho rằng 8 chữ quân thần phong lạc, tử tôn an xương cũng chứa ẩn ý. Hai chữ thần phong nếu đọc ngược sẽ là phong thần (豊臣), tức Toyotomi và câu này được cho là có hàm ý rằng "nếu Toyotomi làm Chúa, con cháu sẽ hưng thịnh". Ngoài ra, chuông còn có khắc sáu chữ hữu bộc xạ nguyên triều thần (右僕射源朝臣), trong đó chữ nguyên triều thần (源朝臣) chính là chữ Hán của Minamoto no Ason, họ gốc của gia tộc Tokugawa, và bản thân Ieyasu cũng có tên là Minamoto no Ieyasu (源家康). Hữu bộc xạ là tên một chức quan thời nhà Đường, nhưng Hideyori cũng giữ chức Hữu đại thần trong triều, từ đó Ieyasu suy luận rằng câu này có nghĩa là "Hideyori bắn Ieyasu".
Bất chấp những nỗ lực hòa giải của Katagiri Katsumoto, Ieyasu vẫn xem đây là một lý do đủ mạnh để thể hiện thái độ thù địch với mẹ con Yodo-dono và Hideyori. Tình hình càng trở nên căng thẳng vào tháng 9 năm 1614, khi tin cấp báo tới Edo rằng một lượng lớn rōnin đang đổ về Ōsaka theo lời mời của Hideyori. Mong muốn xoa dịu thái độ thù địch của Mạc phủ, Katsumoto kiến nghị gửi Yodo-dono đến Edo làm con tin nhưng bà thẳng thừng từ chối. Nghi ngờ Katsumoto có ý phản bội gia tộc Toyotomi, Yodo-dono đã đuổi ông và một số thuộc hạ khỏi thành Ōsaka vì tội phản nghịch, khiến họ sang đầu quân cho phe Tokugawa. Nước đi này của Yodo-dono, người đóng vai trò là người giám hộ của Hideyori, khiến mọi cơ hội hòa giải với Mạc phủ tiêu tan và chiến tranh là một điều không thể tránh khỏi.

## Sự chuẩn bị của các bên

### Mạc phủ Tokugawa
Tính đến ngày 11 tháng 10 năm 1614, đã có 50 daimyō lớn nhỏ tuyên thệ trung thành với Mạc phủ. Ngày 21 cùng tháng, Tokugawa Ieyasu hội kiến cùng Ikeda Toshitaka, chủ Lâu đài Himeji, tại thành Sumpu (nay là Shizuoka). Toshitaka được lệnh di chuyển binh mã bản bộ tới thành Amagasaki nằm cách Ōsaka không xa về phía Tây. Sách lược của Ieyasu là các daimyō có lãnh địa nằm sát gia tộc Toyotomi phải chiếm giữ các vị trí chiến lược xung quanh thành Ōsaka. Cuộc đụng độ vũ trang đầu tiên giữa quân đội Mạc phủ và gia tộc Toyotomi nổ ra vào ngày 14 tháng 11 năm 1614 khi Katagiri Katsumoto — cựu giám hộ của Hideyori — được Ieyasu cử tới Sakai và chạm trán một đội quân rōnin từ Ōsaka tại đây.
Gần như toàn bộ binh mã Mạc phủ đã có mặt tại vùng Kansai vào ngày 10 tháng 12 mà không gặp phải bất kỳ sự chống cự nào từ đối phương. Binh lính được lệnh dựng trại xung quanh kinh thành Kyōto. Ieyasu nghỉ ngơi tại lâu đài Nijō trong khi Hidetada nghỉ tại lâu đài Fushimi. Ngày 15 và 18 tháng 12, Ieyasu và Hidetada bắt đầu khởi hành tới Ōsaka. Họ chọn tuyến đường qua Nara, tuy dài nhưng an toàn hơn. Các tướng lĩnh dưới trướng Mạc phủ đánh chiếm các khu vực xung quanh thành Ōsaka. Ieyasu lập tổng hành dinh ở Sumiyoshi, trong khi Hidetada cũng dựng trại ở Hirano, cách Sumiyoshi vài kilômét về phía Đông. Cả hai địa điểm đóng trại của Ieyasu và Hidetada đều nằm cách thành Ōsaka không xa về phía Nam.

### Gia tộc Toyotomi

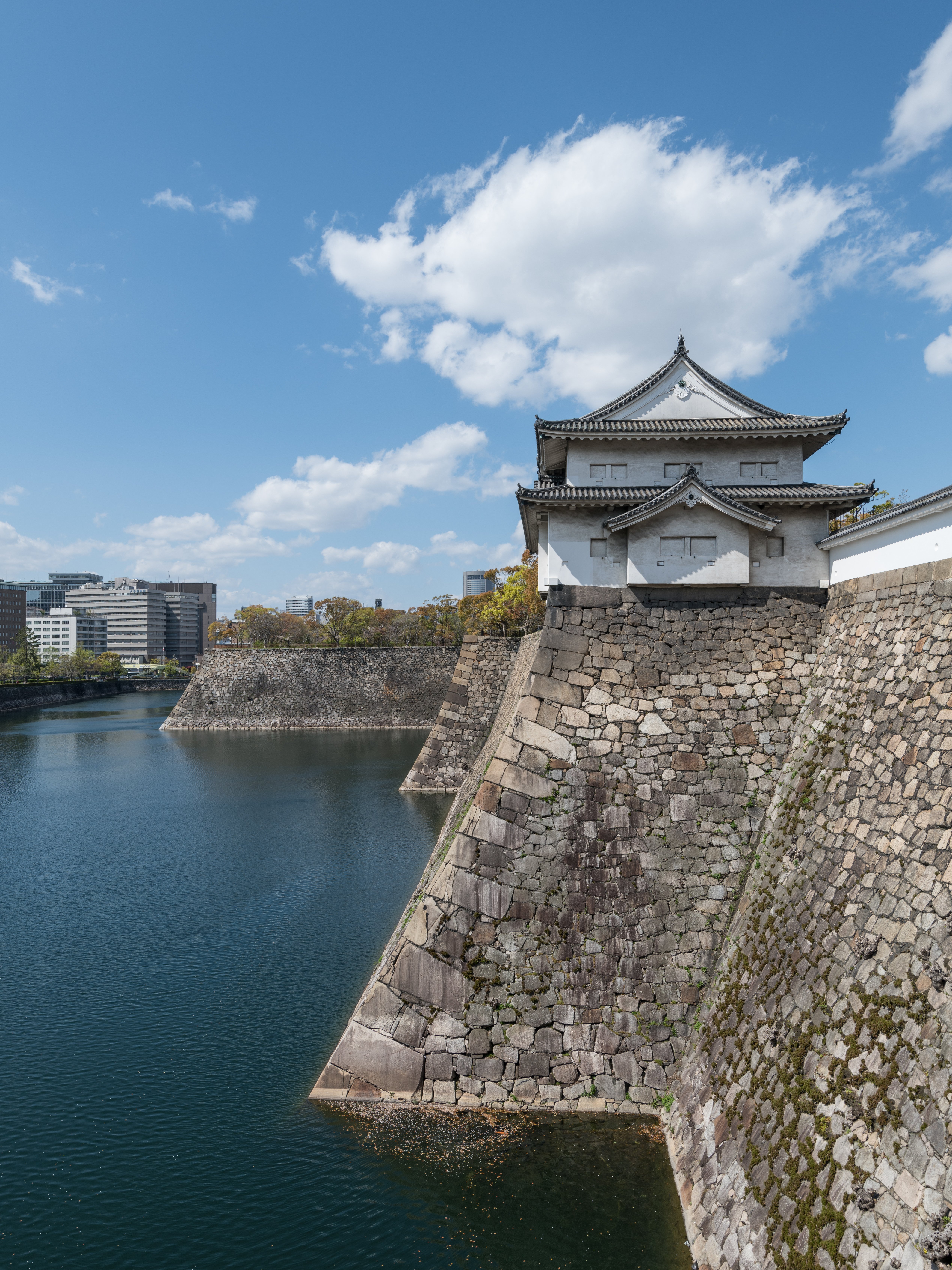
Thành Ōsaka được đánh giá là tòa thành kiên cố nhất Nhật Bản lúc bấy giờ. Nó sở hữu những bức tường cao trên 20 mét và những con hào rộng từ 70—90 mét, sâu trên 10 mét.

Sau sự kiện chùa Hōkō, Toyotomi Hideyori nhanh chóng có những chuẩn bị để đối phó với tình huống xấu nhất. Tuy không nhận được sự ủng hộ trực tiếp từ bất kỳ daimyō tại nhiệm nào, song Hideyori đã chiêu mộ được một lượng lớn rōnin, những samurai phần lớn đã vô chủ do tham gia phe thua cuộc trong trận Sekigahara. Chỉ trong vòng một tháng kể từ tháng 10 năm 1614, số lượng rōnin tề tựu tại thành Ōsaka đã lên tới con số 90.000, trong đó có nhiều cựu daimyō và samurai có tên tuổi như Chōsokabe Morichika, Sanada Yukimura, Gotō Mototsugu hay Akashi Morishige.
Bất chấp việc Ōsaka được xem là tòa thành kiên cố nhất Nhật Bản vào thời điểm này, Sanada Yukimura vẫn cố gắng nâng cao khả năng phòng thủ bằng cách xây dựng một loạt công sự xung quanh lâu đài. Yukimura huy động hàng vạn rōnin ngày đêm đào bới nối kênh đào Ikutama ở phía Tây và sông Nekoma ở phía Đông, tạo thành một con hào rộng khoảng 73 mét, sâu gần 11 mét, bao quanh vòng tường ngoài. Ông cũng cho dựng một tòa thành nhỏ hình bán nguyệt nằm cạnh cổng Nam thành Ōsaka, được gọi là Sanada-maru theo tên ông.
Khi quân đội Mạc phủ ngày càng tới gần, phía Toyotomi có hai phương án: một là nắm thế chủ động, thực hiện đánh phủ đầu vào các vị trí của quân đội Mạc phủ nhân lúc binh mã các lộ chưa kịp tập hợp, hai là giữ thế bị động, chỉ ở lại trong thành và cố thủ. Bất chấp lời khuyên từ Sanada Yukimura và Gotō Mototsugu, Hideyori vẫn quyết định án binh bất động bên trong thành, điều này cho phép quân đội Tokugawa có thể tập hợp và áp sát thành Ōsaka mà không gặp phải bất kỳ chướng ngại nào.

## Chiến dịch mùa đông

### Khai cuộc
Ngày 19 tháng 12 năm 1614, Hachisuka Yoshishige dẫn 3.000 quân Mạc phủ tấn công một tòa thành nhỏ nằm ở cửa sông Kizu, được trấn giữ bởi Akashi Morishige và 800 thuộc hạ. Yoshishige sử dụng 40 con thuyền vượt sông, sử dụng hỏa công hạ được thành.
Những ngày tiếp đó, quân Mạc phủ tập trung tấn công vào góc phía Đông Bắc của thành Ōsaka. Ngày 26 tháng 12, Uesugi Kagekatsu dẫn 5.000 quân tiến đánh một tòa thành ở Shigeno, nằm giữa sông Hirano và sông Yamato. Quân thủ thành sau đó tiến hành phản công, khiến Kagekatsu buộc phải cần tới sự hỗ trợ của Horio Tadaharu, Niwa Nagashige và Sakakibara Yasukatsu. Trước tình thế bất lợi mà Kagekatsu đang phải đối mặt, Ieyasu lệnh cho ông rút quân để nghỉ ngơi. Cùng thời điểm, 1.500 quân dưới trướng Satake Yoshinobu đánh bại quân đội Toyotomi trong trận Imafuku, chiếm được 3 công sự do Yano Masanori, Iida Yoshisada và 600 binh lính trấn thủ. Tuy hai tướng Toyotomi là Kimura Shigenari và Gotō Mototsugu mong muốn phản công, nhưng đến cuối ngày, toàn bộ các vị trí trên đều rơi vào tay quân đội Mạc phủ.
Ngày 29 tháng 12, hai trận đánh lớn cuối cùng ở vành đai phía Bắc thành Ōsaka đã diễn ra. Trong trận Bakuroguchi, Ishikawa Tadafusa và 2.300 binh lính thành công chiếm được công sự án ngữ tại đó. Trong trận Noda-Fukushima diễn ra ở cách đó khá xa về phía Bắc, thủy quân Mạc phủ dưới trướng Kuki Moritaka tấn công và đánh bại thủy quân Toyotomi do Ōno Harunaga chỉ huy. Những chiến thắng này khiến gần như toàn bộ thành trì và công sự bên ngoài thành Ōsaka đều rơi vào tay Mạc phủ. Quân Mạc phủ sau đó bắt đầu tập hợp lực lượng, xây dựng tháp canh, hàng rào tre, chuẩn bị cho cuộc bao vây. Cả Ieyasu lẫn Hidetada đều di chuyển bản doanh của mình tới một vị trí sát Ōsaka hơn. Ieyasu di chuyển tới đồi Chausuyama, trong khi Hidetada di chuyển tới đồi Okayama, nằm cách đó không xa về phía Đông.

### Bao vâySanada-maru

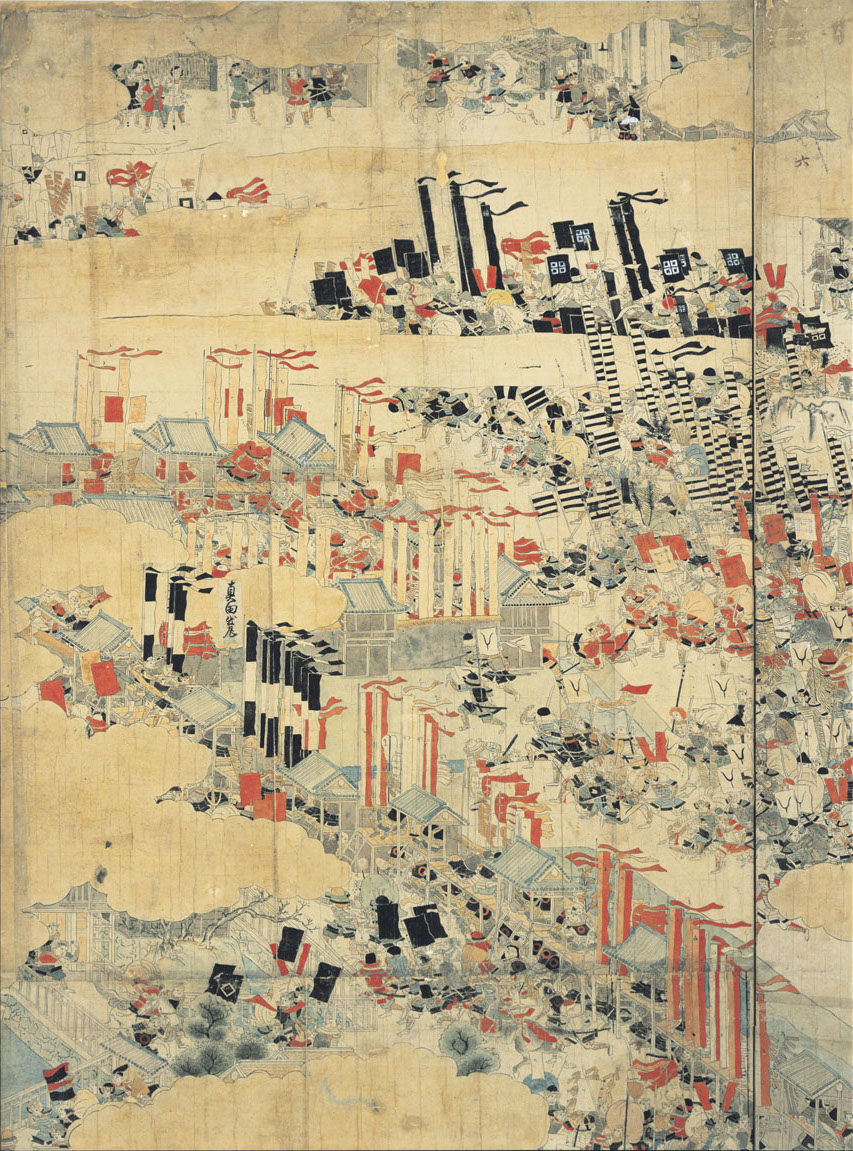
Giao tranh tại Sanada-maru trong chiến dịch mùa đông năm 1614

Cuộc đụng độ lớn nhất của toàn bộ chiến dịch mùa đông diễn ra trong hai ngày 3 và 4 tháng 1 năm 1615 khi quân đội Mạc phủ tìm cách chiếm đánh tòa thành Sanada-maru. Lúc bấy giờ, Sanada Yukimura và quân bản bộ vốn đang đóng trên Sasayama — một ngọn đồi nhỏ nằm cạnh Sanada-maru — nhưng đã ngay lập tức quay trở lại bên trong thành khi nhận thấy quân đội Tokugawa đang áp sát. Maeda Toshitsune sau khi cùng quân bản bộ tiếp cận Sasayama đã cùng một toán lính tiến tới thành Sanada-maru, nơi đang được Yukimura cùng 7.000 binh sĩ trấn giữ. Khi đang cố gắng trèo lên thành, quân của Toshitsune chịu tổn thất nặng nề trước họng súng hỏa mai của quân thủ thành. Trước tình hình trên, Matsudaira Tadanao và Ii Naotaka buộc phải đưa quân lên hỗ trợ Toshitsune. Hơn 1 vạn quân Mạc phủ sau đó trong một phút chốc đã vào được bên trong Sanada-maru, nhưng cuối cùng cũng bị Kimura Shigenari đẩy lui. Ngày tiếp đó, Tōdō Takatora tấn công cổng Tanimachiguchi, trấn giữ bởi Oda Yorinaga – cháu nội của Oda Nobunaga – và cũng tràn được vào bên trong. Tuy nhiên, quân của Takatora cuối cùng cũng bị quân thủ thành đẩy lui, lần này là bởi Chōsokabe Morichika.

### Pháo kích thành Ōsaka

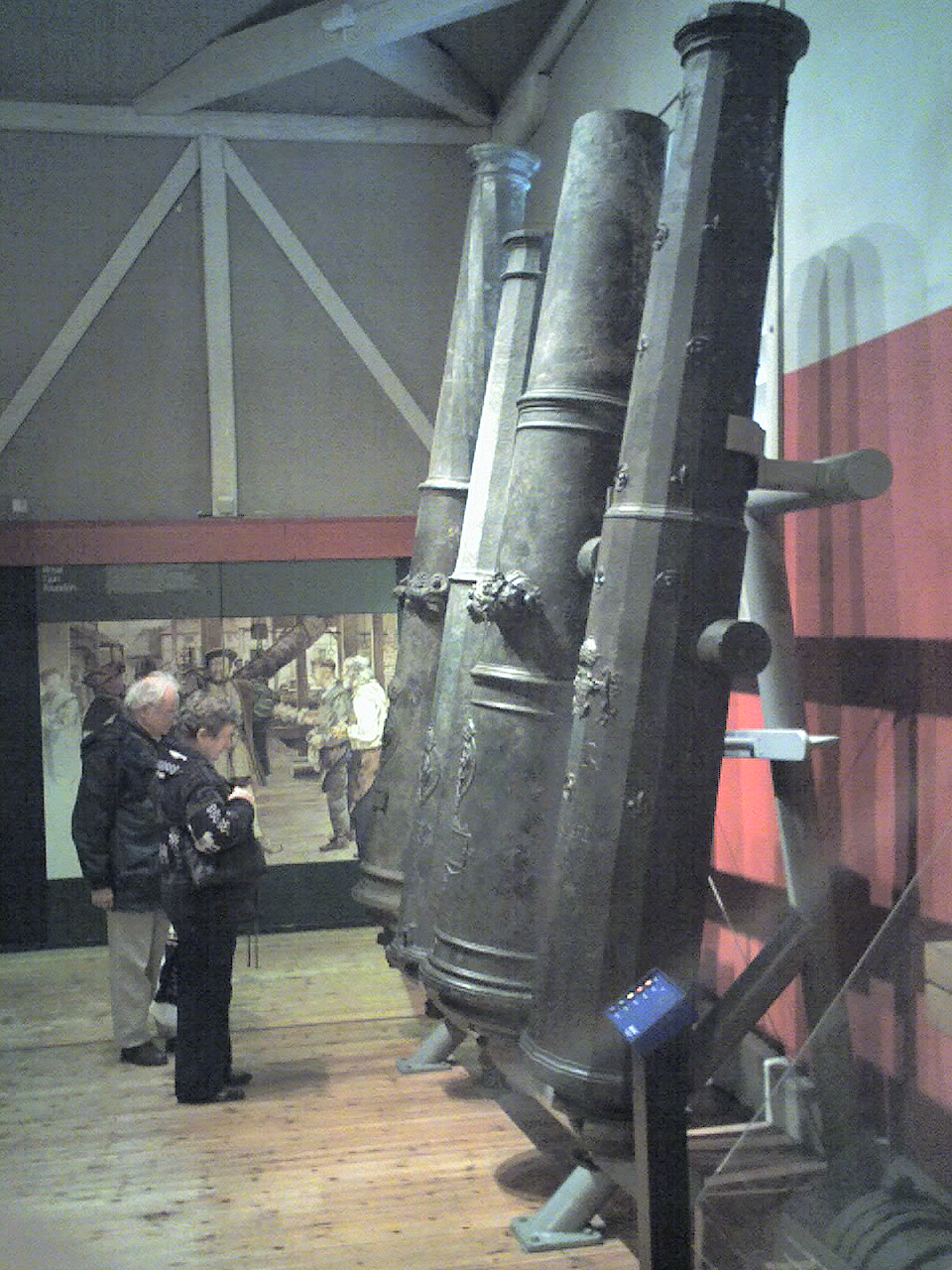
Pháo culverin (bên trái) đầu thế kỷ 17 của Anh, tương tự những khẩu mà Ieyasu đã đặt mua và sử dụng trong trận pháo kích Ōsaka.

Ngày 8 tháng 1 năm 1615, nhận thấy rằng việc công hạ thành Ōsaka là điều không dễ dàng, Tokugawa Ieyasu sau khi bàn luận với các cố vấn đã quyết định tiến hành pháo kích một cách hạn chế. Trong vòng 3 ngày liên tiếp, quân đội Mạc phủ tổ chức pháo kích vào lúc 10 giờ đêm và rạng sáng. Trong cùng thời điểm, Ieyasu cho phu mỏ đào hầm dưới tường thành và dùng cung bắn thư chiêu hàng vào bên trong thành. Tuy nhiên, đến ngày 15 tháng 1, do không nhận được câu trả lời từ phía gia tộc Toyotomi, Ieyasu quyết định tiến hành pháo kích với tần suất dày hơn. Theo lời kể của một số nhân chứng, tiếng pháo nổ có thể được nghe thấy tại kinh thành Kyōto nằm cách Ōsaka 43 kilômét (27 mi). Trên thực tế, cuộc pháo kích đơn thuần chỉ là một đòn tâm lý nhằm làm giảm sĩ khí quân thủ thành, bởi vì cấu trúc nền móng bằng đá của thành trì Nhật Bản gần như miễn nhiễm trước pháo binh thời kỳ này. Bất chấp việc Ieyasu sở hữu nhiều khẩu culverin mua từ Công ty Đông Ấn Anh, thành Osaka vẫn gần như không bị tổn hại trong suốt quãng thời gian bị pháo binh bắn phá.
Ieyasu cố gắng chiêu hàng Sanada Yukimura, nhưng không thành công do Yukimura xem Ieyasu là kẻ thù không đội trời chung. Yukimura thậm chí còn loan tin Ieyasu cố gắng mua chuộc mình. Nhận thấy tình hình không khả quan, Ieyasu chuyển đổi mục tiêu, mua chuộc thuộc hạ của Yukimura là Nanjo Tadashige mở cổng thành. Sự việc bị phát giác, Nanjo bị xử trảm và bêu đầu thị chúng. Sau hai lần cố gắng mua chuộc thất bại, Ieyasu thay đổi chiến thuật. Ông yêu cầu các binh sĩ chĩa thẳng pháo vào khuê phòng của Yodo-dono mà bắn, khiến hai thị nữ tử vong. Cuộc pháo kích tiếp diễn trong ngày hôm sau, khi bên trong thành đang tổ chức lễ tưởng niệm Hideyoshi. Chắc chắn rằng Hideyori sẽ có mặt tại điện thờ của Hideyoshi trong ngày hôm đấy, Ieyasu tập trung hỏa lực bắn vào vị trí này. Một viên đạn bay sượt đầu của Hideyori, trúng vào cột trụ phòng Yodo-dono, khiến bà rơi vào trạng thái hoảng loạn và hối thúc các tướng cầu hòa Mạc phủ.

### Đàm phán hòa bình
Ngày 17 tháng 1 năm 1615, Tokugawa Ieyasu cử Honda Masazumi hộ tống nữ quan Acha no Tsubone vào thành Ōsaka để đàm phán cùng Kyōgoku Tadataka và mẹ của ông là Jōkō-in, em gái của Yodo-dono. Trong cuộc gặp, Acha đảm bảo với Jōkō-in rằng Ieyasu không hề có ác ý với Hideyori và sẵn sàng bỏ qua mọi chuyện. Cũng theo Acha, trở ngại duy nhất của Ieyasu là shōgun Hidetada, khi ông vẫn "ngoan cố" chiếm đánh thành Ōsaka và thậm chí đã cho hàng nghìn phu mỏ ngày đêm đào đường hầm vào bên trong thành. Về phần mình, Honda Masazumi đảm bảo rằng Ieyasu cho phép Hideyori giữ Ōsaka làm lãnh địa, nhưng cũng sẽ sẵn sàng ban cho cậu một han khác giàu hơn nếu cậu muốn. Ngoài ra, các tướng lĩnh và rōnin nhà Toyotomi đều không bị truy tội và được phép ở lại thành, những ai muốn rời đi đều sẽ được chu cấp lộ phí. Tuy nhiên, Ieyasu yêu cầu Hideyori gửi con tin để thể hiện thiện chí.
Sau khi nghe Jōkō-in thuật lại về cuộc đàm phán, Yodo-dono hoảng sợ yêu cầu Ōno Harunaga, Oda Nobukatsu và bảy cố vấn hàng đầu của Hideyori đồng ý với các điều kiện hòa bình của Ieyasu. Sau đó, Acha no Tsubone và Honda Masazumi một lần nữa gặp Jōkō-in yêu cầu phía gia tộc Toyotomi không được cản trở quân đội Mạc phủ lấp hào. Ngày 21 tháng 1, Oda Nobukatsu gửi con trai đến Edo làm con tin, Hideyori cử Kimura Shigenari đến gặp Ieyasu tại Chausayama để hoàn tất cuộc đàm phán.
Cả Honda Tadamasa và Honda Masayuri đều được giao nhiệm vụ dỡ bỏ phòng tuyến bên ngoài của thành Ōsaka, do vậy binh lính Mạc phủ san phẳng vòng thành và vòng hào ngoài. Hideyori phẫn nộ trước việc này, cho rằng phá tường không nằm trong số các điều kiện đàm phán, nhưng binh lính chỉ nói rằng họ chỉ làm theo lệnh Ieyasu. Honda Masazumi đổ lỗi cho binh lính hiểu sai mệnh lệnh, khi họ cũng "lỡ tay" lấp đầy hào bên trong, dù theo thỏa thuận thì chỉ có duy nhất hào bên ngoài là phải lấp. Yodo-dono sau đó đã cử Ōno Harunaga đến Kyōto để yêu cầu một lời giải thích. Đáp lại, Ieyasu nói rằng do giữa hai nhà đã thiết lập một nền hòa bình vĩnh cửu, nên tường cao hào sâu là không cần thiết.

## Hòa bình ngắn ngủi
Tokugawa Ieyasu rời Ōsaka để đến Kyōto chầu Thiên hoàng Go-Mizunoo vào ngày 24 tháng 1, thông báo rằng chiến tranh đã kết thúc. Hidetada vẫn ở lại tại Ōsaka để giám sát việc san lấp hào trước khi quay về Edo vào ngày 13 tháng 3. Không lâu sau đó, sau khi nhận được tin rằng hàng loạt rōnin tiếp tục tề tựu ở Ōsaka, Ieyasu đã lệnh cho Hideyori phải rời khỏi thành.
Ngày 4 tháng 5, khi Ieyasu đang ở Nagoya, một tướng bên phía gia tộc Toyotomi là Oda Yuraku đã xin hàng, tiết lộ rằng nội bộ thành Ōsaka tồn tại nhiều phe phái bất đồng quan điểm với nhau, các cuộc tranh luận hiếm khi đi đến kết quả và bản thân Yodo-dono can thiệp quá sâu vào mọi vấn đề trong thành. Sau khi chủ trì lễ thành hôn của người con trai thứ chín vào ngày 11, Ieyasu rời Nagoya và đến thành Nijō vào ngày 17 tháng 5. Vài ngày sau, Hidetada cũng đến Nijō, mang theo binh mã sẵn sàng tiến tới Ōsaka.
Vốn ngay khi hòa ước được ký kết, một số tướng lĩnh bên phía Toyotomi đã đề xuất tập kích doanh trại Tokugawa vào ban đêm, song kế hoạch này đã không được thực hiện. Sau khi nhận thức được ý đồ thực sự của Ieyasu, Hideyori đã cho thuộc hạ đào hào vừa mới lấp và triệu tập các rōnin trở lại pháo đài. Khác với cuộc chiến mùa đông trước đó, Hideyori và các tướng đồng thuận rằng sẽ thuận lợi hơn nếu họ nắm thế chủ động tấn công trước. Họ lên kế hoạch chiếm giữ các vị trí chiến lược trong khu vực Kansai, đồng thời đánh chiếm Kyōto để khống chế Thiên hoàng. Việc nắm giữ Thiên tử trong tay đồng nghĩa với việc Hideyori có thể nhân danh người quy kết Ieyasu là phản tặc, qua đó có thể hiệu triệu các daimyō đứng lên chống lại Mạc phủ, hay chí ít là khiến họ do dự, án binh bất động. Tin đồn về việc quân Toyotomi tiến đánh Kyōto gây hoảng loạn tại kinh thành, khiến dân chúng lũ lượt rời thành. Một viên tướng Mạc phủ là Furuta Shigenari thậm chí còn bị kết án tử hình do bị nghi ngờ là nội ứng của quân Toyotomi.